# ایو چاوین
ایو چاوین (به فرانسوی: Yves Chauvin) (زاده در ۱۰ اکتبر ۱۹۳۰ - درگذشته ۲۷ ژانویه ۲۰۱۵) شیمی‌دان فرانسوی برنده جایزه نوبل بود.
در سال ۲۰۰۵ «برای توسعه روش‌های تحریفی در سنتز آلی»
به همراه رابرت گرابز و ریچارد شراک موفق به دریافت جایزه نوبل شیمی شد.

## زندگی‌نامه
چاوین در ۱۰ اکتبر ۱۹۳۰، در شهر منن، شهرستان کورتریک در استان فلاندری غربی بلژیک زاده شد. او در سال ۱۹۵۴، مدرک کارشناسی ارشد خود را در رشته شیمی صنعتی از دانشکده شیمی صنعتی لیون که در حال حاضر به عنوان دانشکده شیمی، فیزیک و الکترونیک لیون شناخته می‌شود دریافت کرد. در سال ۱۹۶۰ برای انستیتوی نفت فرانسه شروع به کار کرد. او مدیر افتخاری تحقیقات در انستیتوی نفت فرانسه و عضو آکادمی علوم فرانسه بود.